# Sandtorg
Sandtorg est une localité du comté de Troms, en Norvège.

## Géographie
Administrativement, Sandtorg fait partie de la kommune de Harstad.